# Episodi di Un cane di nome Wolf (settima stagione)
La settima stagione della serie televisiva Un cane di nome Wolf è stata trasmessa in anteprima nel Regno Unito dalla ITV tra il 12 ottobre 1994 e il 14 dicembre 1994.
| nº | Titolo originale                    | Titolo italiano | Prima TV UK      | Prima TV Italia |
| -- | ----------------------------------- | --------------- | ---------------- | --------------- |
| 1  | The Milkman Never Rings Once        |                 | 12 ottobre 1994  |                 |
| 2  | Get Me to the Church                |                 | 19 ottobre 1994  |                 |
| 3  | Doggy Business                      |                 | 26 ottobre 1994  |                 |
| 4  | Put to the Test                     |                 | 2 novembre 1994  |                 |
| 5  | Mr. Wonderful                       |                 | 9 novembre 1994  |                 |
| 6  | Goodbye Mrs. Chips                  |                 | 16 novembre 1994 |                 |
| 7  | The Great Demento and Rex           |                 | 23 novembre 1994 |                 |
| 8  | High Temperatures                   |                 | 30 novembre 1994 |                 |
| 9  | Getting up Steam                    |                 | 7 dicembre 1994  |                 |
| 10 | Green Eyes of the Little Yellow Dog |                 | 14 dicembre 1994 |                 |